# Asterionellopsis
Asterionellopsis ist eine Gattung mariner Kieselalgen.
Die Gattung wird üblicherweise als Mitglied der kleinen Familie Asterionellopsidaceae Medlin 2016 angesehen, Hasle & Syvertsen (1997, S. 241) stellten diese Gattung in die wesentlich umfangreichere Familie Fragilariaceae Greville 1833 der Unterordnung Fragilariineae (englisch araphid pennate diatoms, araphide pennate Kieselalgen).
Die Zellen von Asterionellopsis können sich zu Ketten miteinander verbinden, siehe Kolonie (Biologie).

## Systematik
Die hier angegebene Systematik beruht mit Stand 1. April 2022 auf folgenden Quellen:
- A – AlgaeBase[2]
- G – Global Biodiversity Information Facility (GBIF)[7]
- M – Mindat[8]
- N – National Center for Biotechnology Information (NCBI) Taxonomy Browser[3]
- W – World Register of Marine Species (WoRMS)[4]

### Äußere Systematik
Während die Zuordnung zu den Kieselalgen (Diatomeen, wissenschaftlich entweder als Phylum Bacillariophyta Karsten 1928, als Subphylum Medlin & Kaczmarska 2004 oder als Klasse Bacillariophyceae Haeckel 1878) unbestritten ist, ist die genauere Klassifizierung der Gattung auf den taxonomischen Ebenen darunter in Diskussion. Im Detail:
| Rang          | Klassifizierung             | Alternative                 |
| ------------- | --------------------------- | --------------------------- |
| Subphylum:    | Bacillariophytina(A)        | Khakista (W)                |
| Klasse:       | Bacillariophyceae(A,G,M,W)  | Fragilariophyceae(N)        |
| Unterklasse:  | Urneidophycidae(A)          | Fragilariophycidae(N,W)     |
| Überordnung:  |                             | Fragilariophycanae(W)       |
| Ordnung:      | Rhaphoneidales(A)           | Fragilariales(G,M,N,W)      |
| Unterordnung: |                             | Fragilariineae              |
| Familie:      | Asterionellopsidaceae(A)    | Fragilariaceae(G,M,N,W)     |
| Gattung       | Asterionellopsis(A,G,M,N,W) | Asterionellopsis(A,G,M,N,W) |

Vom Umfang her entspricht die Familie Asterionellopsidaceae Medlin 2016 mit ihren beiden Gattungen Asterionellopsis und Bleakeleya nur eine kleine Teilmenge der insgesamt ca. 22–61 Gattungen umfassenden Familie Fragilariaceae Greville, 1833.

### Arten
Gattung: Asterionellopsis(N) F.E.Round, 1990(A,G,M) bzw. F.E. Round in F.E. Round, R.M. Crawford & D.G. Mann, 1990(W)
- Spezies: Asterionellopsis glacialis(N) (Castracane) Round 1990(A,M) — Holotyp(A)[12]
- Spezies Asterionellopsis guyunusae Luddington 2017(A,N)
- Spezies Asterionellopsis kariana(N) (Grunow) Round
- Spezies Asterionellopsis lenisilicea L.Mather 2017(A,N)
- Spezies Asterionellopsis maritima(N) F.Muise 2017(A)
- Spezies Asterionellopsis socialis (J.C.Lewin & R.E.Norris) R.M.Crawford & C.Gardner 1997(A,N), früher Asterionella socialis(N)
- Spezies Asterionellopsis thurstonii J.M.Ehrman 2017(A,N)
- Spezies Asterionellopsis tropicalis A.O.R.Franco 2016(A,G,M,N), inkl. Asterionellopsis sp. AORF-2015(N)

Mögliche alternative Zuordnungen (alle in die Gattung Asterionella oder Asteroplanus):
- Spezies Asterionellopsis glacialis (Castracane) Round, 1990 zu Asterionella glacialis Castracane, 1886(W) – Achtung: Holotyp (nach AlgaeBase)
- Spezies Asterionellopsis kariana (Grunow) Round zu Asterionella kariana Grunow, 1880(W) bzw. Asteroplanus karianus (Grunow) C.Gardner & R.M.Crawford(A)[13]
- Spezies Asterionellopsis socialis (J.C.Lewin & R.E.Norris) R.M.Crawford & C.Gardner, 1997 zu  Asterionella socialis J.C.Lewin & R.E.Norris, 1970(W)

## Viren
A. glacialis wird parasitiert von AglRNAV (Asterionellopsis glacialis RNA virus) aus der Spezies Astarnavirus (Gattung Kusarnavirus, Familie Marnaviridae).